# Indubala
Indubala (Amritsar, 1898 – Calcuta, 30 de noviembre de 1984), a veces mencionada como Miss Indubala, Indubālā Debī o Indubala Devi, fue una cantante y actriz bengalí. Recibió el Premio Académico Sangeet Natak en 1975.

## Primeros años
Indubala nació en Amritsar, hija de Motilal Bose y Rajabala. Sus padres eran propietarios del Gran Circo Bengalí y se separaron poco después de su nacimiento. Indubala vivió con su madre en Calcuta. Entrenó en esa ciudad como cantante con varios profesores, entre ellos Gauhar Jaan, Kamal Dasgupta y Kazi Nazrul Islam.

## Carrera profesional
Indubala es considerada una de las grandes cantantes femeninas bengalíes. Hizo sus primeras grabaciones de las cintas que hizo en Gramaphone Records en 1915 o 1916. Actuó en el escenario con la compañía de su madre en el Teatro Kali Femenino Rambagan y en el Teatro Star. Cantó en el comienzo de la radio All India en 1927, en el segundo día al aire de la emisora. En 1936 se la nombró como música de la corte maharajá de Mysore. A partir de la década de 1930 proporcionó cantos pregrabados para películas sonoras y actuó en pantalla en más de dos docenas de películas, entre ellas Rajrani Meera (1933), Sati Sulochana (1934) y Naveena Sarangadhara (1936). Se retiró del escenario en 1950. Recibió el premio Premio Académico Sangeet Natak en 1975.
Indubala vivió la mayor parte de su vida en el barrio Rambagan de Calcuta y estaba preocupada por el bienestar de las actrices y trabajadoras sexuales que vivían en esa área. Ella declaró «soy Indu de Rambagan». «Aquí he aprendido música, me establecí y obtuve mi respeto».

## Vida personal
Después de varios años de deterioro de su salud, Indubala falleció en 1984, en Calcuta, en sus años 80. Es una de los personajes de título de la historia corta de Bibhutibhushan Bandyopadhyay «Einstein and Indubala» (2016). En 2020 la discográfica Tara Disc publicó en vinilo un álbum recopilatorio de las grabaciones de Indubala.